# 21641 Tiffanyko
21641 Tiffanyko è un asteroide della fascia principale. Scoperto nel 1999, presenta un'orbita caratterizzata da un semiasse maggiore pari a 2,7136194 UA e da un'eccentricità di 0,0929706, inclinata di 4,84750° rispetto all'eclittica.